# Тарасівка (Кожанська селищна громада)
Тара́сівка  (у розмовній мові раніше Остряков)— село в Україні, у Фастівському районі Київської області. Входить до складу Кожанської селищної громади. Населення становить 28 осіб.

## Історія
Мальовничий куточок України. Хутір Тарасівка було перенесено приблизно в 1937 року з полігону на нове місце розташування, між Малополовецьким та Малою Михайлівкою. У побуті хутір раніше називали Остряков, оскільки тут існував колгосп ім. Острякова, названого на честь військового РСЧА, якого було ліквідовано місцевими мешканцями.
Хутір Тарасівка має дві вулиці. Розташування садиб має вигляд прямокутників. Тарасівка має найширші вулиці в сільській місцевості, ширина яких становить близько 30 метрів. В літній час весь цей простір вкрито травою.
В 1967 році населений пункт був електрифікований. З того часу електромережа модернізувалася декілька разів. Під час однієї з модернізацій дерев'яні стовпи електромережі було замінено на бетонні. Абонентам доступно підключення однофазної (220 вольт) або трифазної електромережі (380 вольт).
До 1990-х років у хуторі Тарасівка працювала птахоферма та магазин, а також початкова школа, директором якої був Фелікс Охрімович Кошарний.
Приблизно до 2000 року у хуторі працював клуб, де раз на тиждень демонструвалися художні фільми.
У жовтні 2010 року силами односельців та місцевої влади у Тарасівці було прокладено газову магістраль і підключено 17 садиб. Триває підключення до газопостачання всіх мешканців села. Наступною фазою розбудови інфраструктури цього прекрасного куточка України — асфальтування вулиць Зеленої та Вишневої. У 2017 році виконано засипку щебенем на ще одному з'їзді з автошляху Т 1013 на вулицю Вишневу. Окрім 3G, з 2018 року Тарасівку також приєднано до стаціонарного кабельного Інтернет з'єднання.
У 2020 році продовжили роботи по засипці щебенем дороги з вул. Зеленої до вул. Вишневої та у виярку по вул. Зеленій.